# Klipstenenstraat
De Klipstenenstraat is een straat in de historische binnenstad van Paramaribo. De straat ligt tussen de Keizerstraat en de Henck Arronstraat.

## Bouwwerken
De weg ligt in het verlengde van de Domineestraat en begint ter hoogte van de Keizerstraat. Vervolgens kruist ze de Wagenwegstraat en de Heerenstraat. Op de kruising met de Henck Arronstraat gaat de weg verder als de Tourtonnelaan.
De straat werd in 1933 door de Surinaamsche Waterleiding Maatschappij (SWM) aangesloten op het waterleidingnet. In de straat bevinden zich onder meer het Algemeen Bureau voor de Statistiek (ABS), het consulaat van Israël, de Juridische Bibliotheek "Mr. K.C. Gonçalves", verschillende technische winkels en een parkeerplaats.
Aan de Heerenstraat bevond zich tijdens de jeugd van de landbouwkundige en socioloog Deryck Ferrier een Chinese winkel. Hij karakteriseerde dit als een heel merkwaardig huis met drie huisnummers: de voordeur bevond zich aan de Klipstenenstraat, de Chinese winkel onder hen bevond zich aan de Wagenwegstraat en de achterom bevond zich aan de Heerenstraat. Ook bevindt zich hier sinds april 2024 de vestiging van Teleperformance in het voormalige pand van Fernandes Agenturen.

## Stadsbrand van 1821

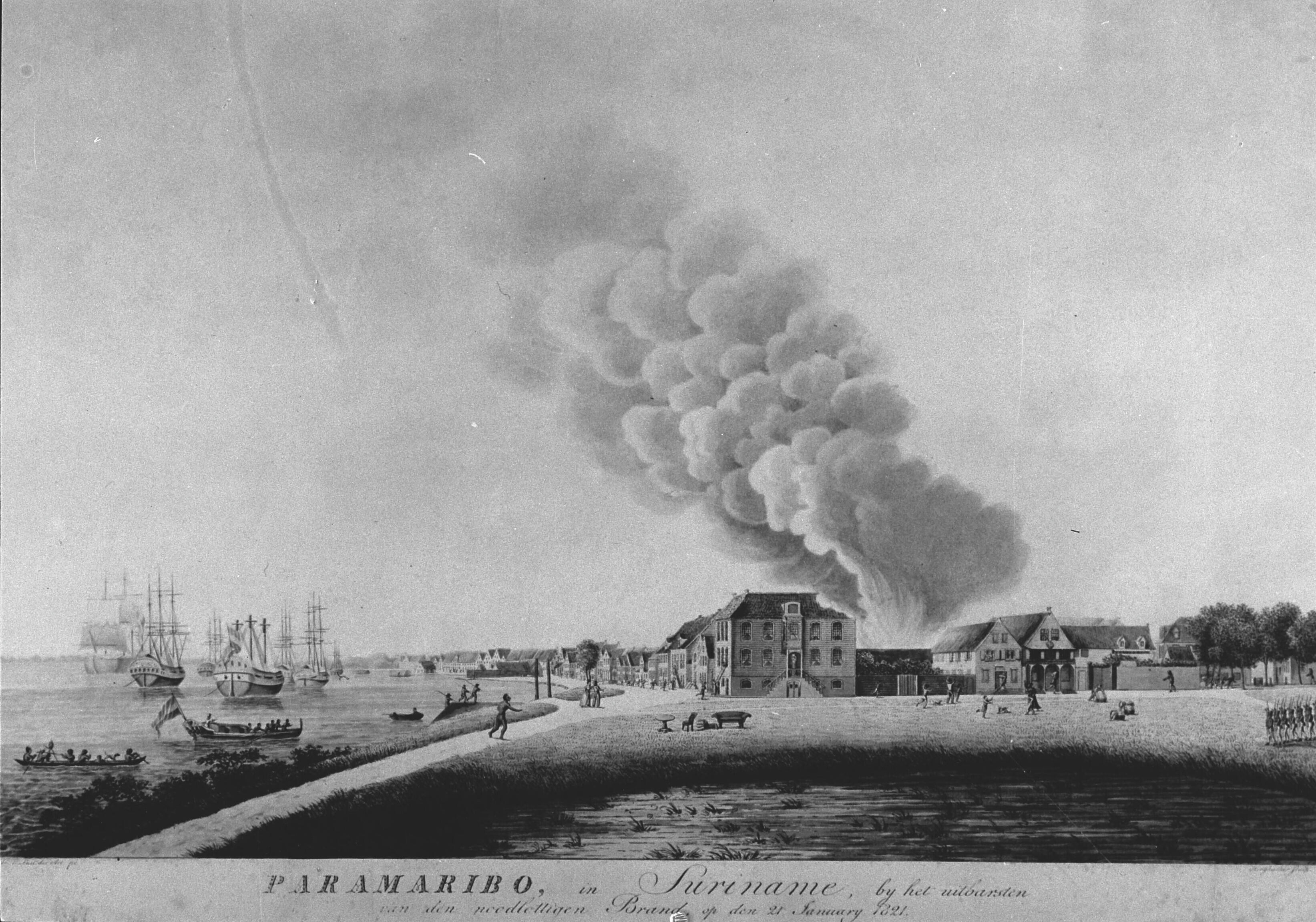
Prent van de stadsbrand van 1821

Op zondagmiddag 21 januari 1821 brak rond half twee brand uit in een huis op de hoek van het Gouvernementsplein en de Waterkant. De brand bleef vervolgens overslaan op andere huizen tot de brand de volgende dag om twaalf uur onder controle was. In tien straten brandden alle huizen af. De Klipstenenstraat en andere straten werden zwaar getroffen.